# Morten Skjønsberg
Morten Morisbak Skjønsberg (Bærum, 12 febbraio 1983) è un ex calciatore norvegese, di ruolo difensore.

## Carriera

### Club

#### Stabæk
Ha debuttato per lo Stabæk nel corso dell'Eliteserien 2002: ha sostituito infatti Tom Stenvoll nel successo della squadra sul Molde per 4-2. Ha realizzato la prima rete il 3 agosto 2008, nella vittoria per 4-1 sul Bodø/Glimt. Si è aggiudicato, con lo Stabæk, la vittoria finale nel campionato 2008 Ancora nel 2008, è stato nominato miglior difensore dell'Eliteserien. Ha vinto poi la Superfinalen 2009, prima edizione del trofeo. Ha lasciato il club alla fine dell'Eliteserien 2011, in scadenza di contratto.

#### Norrköping
Il 10 gennaio 2012, è stato presentato come nuovo difensore degli svedesi del Norrköping. Ha esordito nell'Allsvenskan in data 2 aprile, schierato titolare nella vittoria di misura sull'Helsingborg. Il 9 luglio 2014, ha rescisso il contratto per motivi famigliari.

#### Ritorno allo Stabæk
Il 15 luglio 2014, ha fatto ritorno allo Stabæk. Il 23 dicembre 2015 ha rinnovato il contratto che lo legava al club, valido per l'annata successiva. Si è svincolato al termine del campionato 2016, ma l'11 gennaio 2017 ha trovato l'accordo per un rinnovo biennale con lo Stabæk. Nonostante un altro anno di contratto rimanente, il 17 novembre 2017 ha annunciato il ritiro dall'attività agonistica al termine della stagione.

### Nazionale
Skjønsberg ha esordito per la Norvegia under 21 il 12 febbraio 2003, in una partita contro la Grecia, terminata 1-1: è subentrato a Jone Samuelsen. In totale, ha vestito per 20 volte la casacca nella Nazionale Under-21 norvegese. Ha debuttato per la selezione maggiore, invece, il 19 novembre 2008, nella sconfitta esterna per 1-0 contro l'Ucraina, sostituendo Daniel Fredheim Holm.

## Statistiche

### Presenze e reti nei club
Statistiche aggiornate al 1º gennaio 2018.
| Stagione          | Club              | Campionato        | Campionato | Campionato | Coppe nazionali | Coppe nazionali | Coppe nazionali | Coppe continentali | Coppe continentali | Coppe continentali | Supercoppe | Supercoppe | Supercoppe | Totale | Totale |
| Stagione          | Club              | Comp              | Pres       | Reti       | Comp            | Pres            | Reti            | Comp               | Pres               | Reti               | Comp       | Pres       | Reti       | Pres   | Reti   |
| ----------------- | ----------------- | ----------------- | ---------- | ---------- | --------------- | --------------- | --------------- | ------------------ | ------------------ | ------------------ | ---------- | ---------- | ---------- | ------ | ------ |
| 2002              | Stabæk            | ES                | 2          | 0          | CN              | 1               | 0               | CU                 | 0                  | 0                  | -          | -          | -          | 3      | 0      |
| 2003              | Stabæk            | ES                | 11         | 0          | CN              | 2               | 0               | -                  | -                  | -                  | -          | -          | -          | 14     | 0      |
| 2004              | Stabæk            | ES                | 21         | 0          | CN              | 5               | 0               | CU                 | 4                  | 0                  | -          | -          | -          | 30     | 0      |
| 2005              | Stabæk            | 1D                | 28         | 0          | CN              | 5               | 1               | -                  | -                  | -                  | -          | -          | -          | 33     | 1      |
| 2006              | Stabæk            | ES                | 26         | 0          | CN              | 2               | 0               | -                  | -                  | -                  | -          | -          | -          | 28     | 0      |
| 2007              | Stabæk            | ES                | 26         | 0          | CN              | 6               | 0               | -                  | -                  | -                  | -          | -          | -          | 32     | 0      |
| 2008              | Stabæk            | ES                | 25         | 1          | CN              | 6               | 0               | CU                 | 2                  | 0                  | -          | -          | -          | 33     | 1      |
| 2009              | Stabæk            | ES                | 27         | 0          | CN              | 4               | 0               | UCL+UEL            | 4+2                | 0                  | SN         | 1          | 0          | 38     | 0      |
| 2010              | Stabæk            | ES                | 19         | 0          | CN              | 0               | 0               | UEL                | 0                  | 0                  | -          | -          | -          | 19     | 0      |
| 2011              | Stabæk            | ES                | 30         | 0          | CN              | 3               | 0               | -                  | -                  | -                  | -          | -          | -          | 33     | 0      |
| 2012              | Norrköping        | A                 | 28         | 0          | SC              | 4               | 0               | -                  | -                  | -                  | -          | -          | -          | 32     | 0      |
| 2013              | Norrköping        | A                 | 30         | 0          | SC              | 4               | 0               | -                  | -                  | -                  | -          | -          | -          | 34     | 0      |
| gen.-lug. 2014    | Norrköping        | A                 | 9          | 0          | SC              | -               | -               | -                  | -                  | -                  | -          | -          | -          | 9      | 0      |
| Totale Norrköping | Totale Norrköping | Totale Norrköping | 67         | 0          |                 | 8               | 0               |                    |                    |                    |            |            |            | 75     | 0      |
| lug.-dic. 2014    | Stabæk            | ES                | 15         | 0          | CN              | 3               | 0               | -                  | -                  | -                  | -          | -          | -          | 18     | 0      |
| 2015              | Stabæk            | ES                | 30         | 0          | CN              | 5               | 0               | -                  | -                  | -                  | -          | -          | -          | 35     | 0      |
| 2016              | Stabæk            | ES                | 30+2       | 0          | CN              | 2               | 0               | UEL                | 2                  | 0                  | -          | -          | -          | 36     | 0      |
| 2017              | Stabæk            | ES                | 30         | 1          | CN              | 2               | 0               | -                  | -                  | -                  | -          | -          | -          | 32     | 1      |
| Totale Stabæk     | Totale Stabæk     | Totale Stabæk     | 320+2      | 2          |                 | 46              | 1               |                    | 14                 | 0                  |            | 1          | 0          | 383    | 3      |
| Totale            | Totale            | Totale            | 387+2      | 2          |                 | 54              | 1               |                    | 14                 | 0                  |            | 1          | 0          | 458    | 3      |

#### Cronologia presenze e reti in Nazionale
| Cronologia completa delle presenze e delle reti in nazionale ― Norvegia | Cronologia completa delle presenze e delle reti in nazionale ― Norvegia | Cronologia completa delle presenze e delle reti in nazionale ― Norvegia | Cronologia completa delle presenze e delle reti in nazionale ― Norvegia | Cronologia completa delle presenze e delle reti in nazionale ― Norvegia | Cronologia completa delle presenze e delle reti in nazionale ― Norvegia | Cronologia completa delle presenze e delle reti in nazionale ― Norvegia | Cronologia completa delle presenze e delle reti in nazionale ― Norvegia |
| Data                                                                    | Città                                                                   | In casa                                                                 | Risultato                                                               | Ospiti                                                                  | Competizione                                                            | Reti                                                                    | Note                                                                    |
| ----------------------------------------------------------------------- | ----------------------------------------------------------------------- | ----------------------------------------------------------------------- | ----------------------------------------------------------------------- | ----------------------------------------------------------------------- | ----------------------------------------------------------------------- | ----------------------------------------------------------------------- | ----------------------------------------------------------------------- |
| 19-11-2008                                                              | Dnipropetrovs'k                                                         | Ucraina                                                                 | 1 – 0                                                                   | Norvegia                                                                | Amichevole                                                              | -                                                                       |                                                                         |
| Totale                                                                  |                                                                         | Presenze                                                                | 1                                                                       |                                                                         | Reti                                                                    | 0                                                                       |                                                                         |

## Palmarès

### Club
- Campionato norvegese: 1

Stabæk: 2008
- Superfinalen: 1

Stabæk: 2009

### Individuale
- Premio Kniksen per il miglior difensore dell'Eliteserien: 1

2008